# Józef Antoni Stadnicki
Józef Antoni Stadnicki ze Żmigrodu herbu Szreniawa bez Krzyża, (zm. 1736) – podstoli buski, kasztelan lubaczowski i bełski, marszałek sądów kapturowych województwa bełskiego w 1733 roku.
Był synem Wiktoryna kasztelana przemyskiego,  bratem Jana Franciszka. Na sejmiku województwa ruskiego 27 lutego 1697 podczas bezkrólewia po śmierci Jana III, wybrany został do sądów kapturowych.7 grudnia 1713 został mianowany podstolim buskim. We wrześniu 1715 szlachta bełska wybrała go na deputata do Trybunału Koronnego. 4 stycznia 1718 otrzymał urząd kasztelana lubaczowskiego. Po śmierci bratanka Kazimierza, starosty libuskiego został  opiekunem jego małoletniej córki Teresy Ossolińskiej. W 1719 ponownie był deputatem bełskim na Trybunał Koronny.13 października 1731 dostał kasztelanię bełską. W czasie bezkrólewia, po śmierci króla Augusta II  został 18 marca 1733 marszałkiem sądów kapturowych województwa bełskiego. Na sejmie elekcyjnym  podpisał manifest potępiający wszystkich, którzy przyczynili się do wtargnięcia wojsk rosyjskich do Polski. 12 września 1733 oddał głos na Stanisława Leszczyńskiego podpisał zaprzysiężone przez nowego króla pacta conventa. W latach następnych nie angażował się jednak aktywnie w poparcie Leszczyńskiego. Zmarł zapewne w listopadzie 1736. Podczas przygotowań związanych z wyprowadzeniem jego ciała z Jarosławia do Żabna i pogrzebem, zachorował i zmarł jego syn Franciszek. Pogrzeb Stadnickiego i jego syna odbył się 11 lutego 1737 w kościele w Odporyszowie.
Z małżeństwa z Zofią z Makowieckich (zm. 1740),  miał pięciu synów: Franciszka (zm. 1737), chorążego lubaczowskiego, Jana Józefa chorążego grabowieckiego, Szymona, Aleksandra, chorążego grabowieckiego, Michała Jana pijara, oraz cztery córki: Katarzynę, Joannę, Justynę i Barbarę (Eufrozynę), karmelitankę we Lwowie.